# Arada
Arada o La Arada es un municipio del departamento de Santa Bárbara en la República de Honduras.

## Toponimia
Antiguos habitantes de lo que hoy es la Aldea El Ocotal en vista de estar ubicados en suelo rocoso no apto para la agricultura, se vieron en la necesidad de buscar tierras fértiles y adecuadas para sus cultivos, por lo que eligieron las que hoy ocupa el casco urbano. 
Estos agricultores se trasladaban al amanecer hacia sus áreas de trabajo y retornaban a sus domicilios por el atardecer. Para sacarle más provecho a la tierra hacían arados utilizando yuntas de bueyes y de esta actividad surgió la frase “vamos a la arada”, la que se convirtió en el nombre oficial de dicho lugar. Los agricultores de la entonces Villa El Ocotal decidieron acortar la distancia entre sus hogares y trabajo y se asentaron cerca de sus cultivos y las primeras casas se construyeron en el Barrio el Pimental, creando un nuevo lugar que hasta nuestros tiempos se sigue llamando “Arada”.

## Límites
Arada, se encuentra a 431 m s. n. m., su ubicación geográfica está en las coordenadas 14° 51' norte y 88° 18' oeste.
El municipio de Arada está ubicado en la parte sur del Departamento de Santa Bárbara.
| Orientación | Límite                                             |
| ----------- | -------------------------------------------------- |
| Norte       | Municipio de San Nicolás, Santa Bárbara            |
| Norte       | Municipio de San Vicente Centenario, Santa Bárbara |
| Sur         | Municipio de El Níspero, Santa Bárbara             |
| Este        | Municipio de Santa Bárbara, Santa Bárbara          |
| Oeste       | Municipios de La Unión, Lempira                    |
| Oeste       | Municipio de San Nicolás, Santa Bárbara            |

Su extensión territorial es de 103.0 km².

## Historia
Arada era aldea del Municipio de Santa Bárbara y sus justificaciones para independizarse además de los establecidos por la ley en su momento fueron que dicha aldea dista de Santa Bárbara más de 4 leguas y que hay de por medio el caudaloso Río Ulua, que dificulta durante varios mese las comunicaciones con la cabecera municipal. 
En 1900 (22 de junio), se le concedió la categoría de municipio.
En 1901 (4 de enero), tomó posesión la Primera Corporación Municipal.
| Cargo                | Nombre              |
| -------------------- | ------------------- |
| Alcalde              | Agapito Rodríguez   |
| Regidor Primero      | Rosendo Figueroa    |
| Regidor Segundo      | Francisco Madrid    |
| Sindico Municipal    | José de Jesús Reyes |
| Secretario Municipal | Miguel Argueta      |

Por carecer de edificio propio, la municipalidad funcionó en casa del señor José de Jesús Reyes.

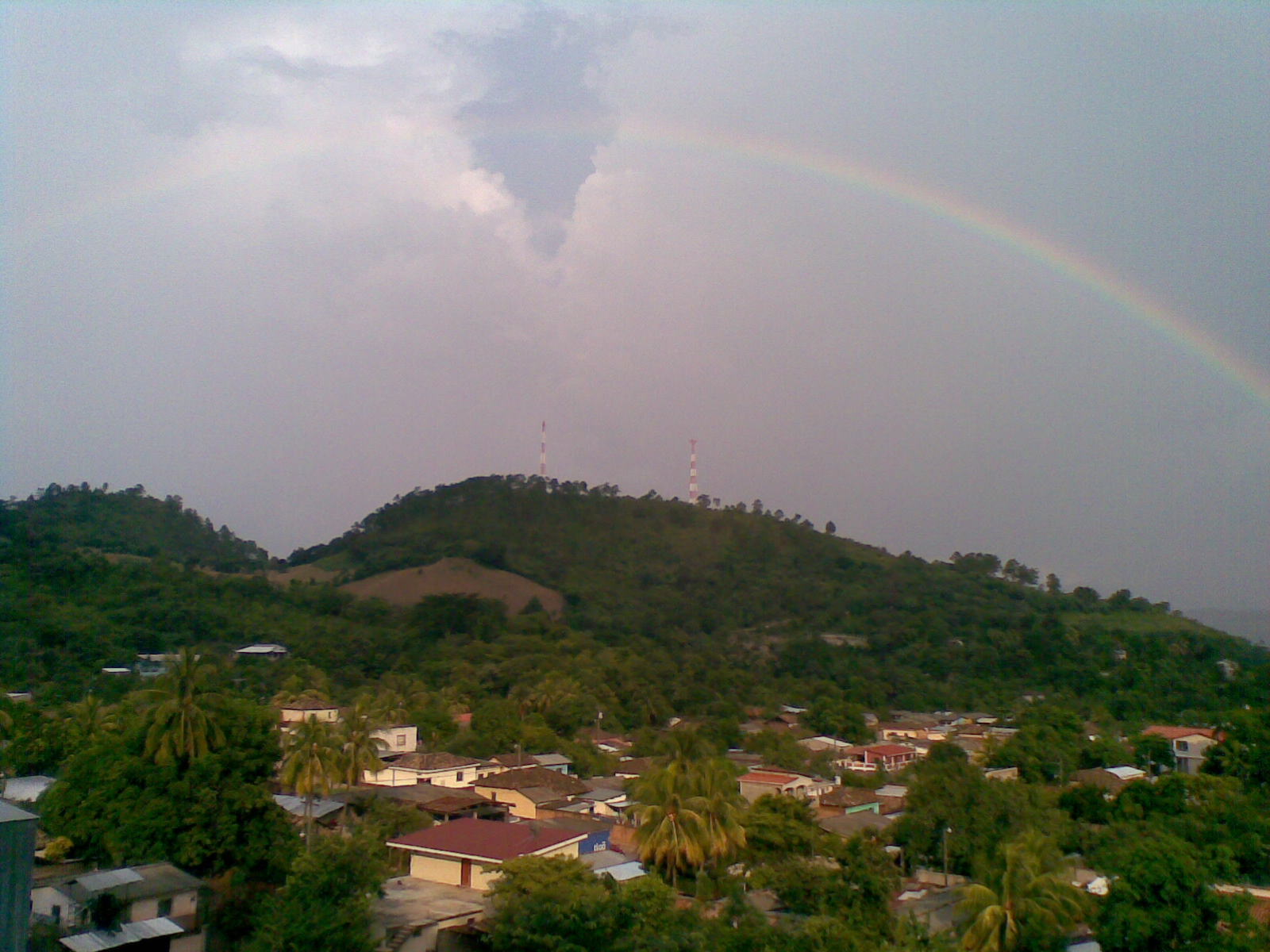
Vista de La Arada, Santa Bárbara

## Economía
Sus habitantes una buena parte se dedican a la producción de café.

## División Política
Aldeas: 17 (2021)
Caseríos: 67 (2013)
| Código | Aldea             |
| ------ | ----------------- |
| 160201 | Arada             |
| 160202 | Buena Vista       |
| 160203 | Candelaria        |
| 160204 | Caulotales        |
| 160205 | El Ocotal         |
| 160206 | El Ocotillo       |
| 160207 | El Palmo          |
| 160208 | El Tular          |
| 160209 | Las Brisas de Oro |
| 160210 | Los Planes        |
| 160211 | Sorca             |
| 160212 | Cuchilla          |
| 160213 | Las Lagunas       |
| 160214 | Ranchones         |
| 160215 | Dantos            |
| 160216 | Jimilile          |
| 160217 | Las Marías        |

|        | Nombre         |
| ------ | -------------- |
| Barrio | El Centro      |
| Barrio | El Campo       |
| Barrio | El Farolito    |
| Barrio | Arriba         |
| Barrio | El Tanque      |
| Barrio | La Pesa        |
| Barrio | La Vega        |
| Barrio | Brisas del Sur |
| Barrio | El Puente      |
| Barrio | El Carmen      |
| Barrio | La Loma        |
| Barrio | El Barrito     |
| Barrio | La Leona       |
| Barrio | La Palca       |